# Vladimir Kärk
Vladimir Kärk (Tallinn, 19 marzo 1915 – Royal Oak, 23 luglio 1998) è stato un cestista e pallavolista estone.

## Carriera
Ha partecipato alle olimpiadi del 1936, disputando una partita, realizzando 8 punti.  Ha disputato inoltre 4 partite agli europei del 1937.